# 画鋲
画鋲（がびょう）または押しピン（おしピン）とは、掲示物を壁面に固定する際などに使われる、金属・プラスチックなどの頭部に、鋭い針を取り付けた器具のこと。

## 種類

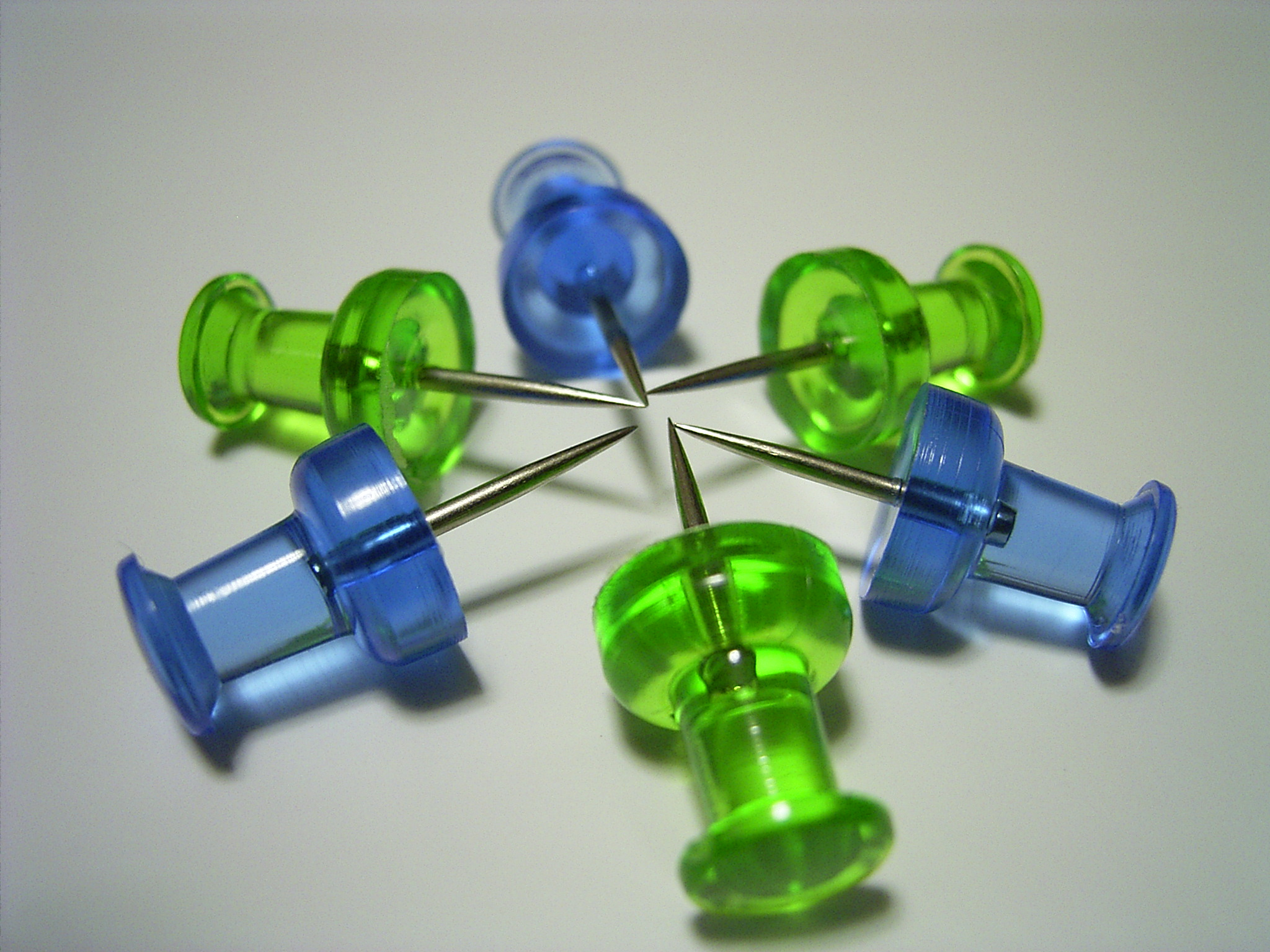
ダルマ型画鋲

金属製画鋲

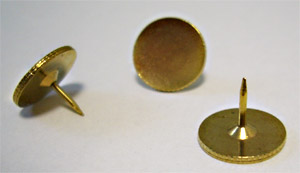
二重画鋲

金属製の円板の中央に針を取り付けたもの。以前から広く使われている。紙製の掲示物や看板の上からビニールを貼り付けて防水する際、紙の部分を壁面や板に固定する際には、このタイプの画鋲が便利である。壁面に深く突き刺すと指先で外しにくいため、専用の取り外し器がある。かつては製造工程上ツマミが2重であったが、2015年現在では溝だけをいれてあって実際は2重になっていないものが販売されている。「二重画鋲」という製品名に関する議論については、「呼び名」の項を参照。

プラスチック製画鋲
ダルマ型（チェス型・ボンゴピン）

持ちやすく、落ちても針が上に向かないように、プラスチック製の頭部をだるまやひょうたん型の形状にしたもの。
マップピン（丸画鋲）
頭部は少し小さめのプラスチック製の球形で、針は細めにできている。壁に貼り付けた地図の上から突き刺し、位置を表示するために使われる。
平型（パンタ画鋲）
頭部が平たい形状にしたもの。パンタ画鋲の語源は画鋲を横から見たときにＴ字型に見えるのが電車のパンタグラフ似ているから。
L字型
針が円形ではなくL字型のもの。ぐらつき難く、抜いたあとピン跡が目立たない。

ユニバーサルデザインの画鋲
手が不自由な人、力の弱い人でも扱いやすいよう、頭部がシリコーンゴム製のリングなどでできている。以下の特徴がある。
- 直接針に触れる事がない
- 特別な道具が無くても抜けやすい
- 落としても針が上に向かず安全

## 用途・用法
壁面に掲示物をあてがい、画鋲の針で掲示物を突き刺し、壁面に密着させることによって対象物を固定する。軽く刺して針の部分だけで支えるような貼り方では掲示物が切れて落下してしまうことがあるため、金属やプラスチック製の本体部分で掲示物と壁面を押し付けるように密着させる必要がある。
以前は構造が簡単で値段も安い金属製の円板の中央に針を取り付けたタイプの製品が広く使われていたが、床などに落ちた場合に針が上を向くことが多く、足で踏んだ場合に負傷する危険性がある点、壁面の材質や刺さり方によっては取り外す際に手間がかかる点、針が折れる可能性がある点、錆・腐食に弱い点などから、近年ではプラスチック製の製品の普及が進みつつある。また針を上に向けて設置できる特性から半世紀以上に渡り学校内で靴に忍ばすいたずらやいじめのアイテムとしても使われ続けており、故意に他人を負傷させる傷害および自転車のタイヤをパンクさせるなどの器物損壊といった事件も起きているが刑事事件であり立派な犯罪行為である。
一部の賃貸家屋では、壁面への損傷を防ぐため、賃貸借契約によって画鋲の使用が禁じられている物件もある。
また、近年では一部のプロレス団体で「画鋲デスマッチ」として無数の画鋲が敷き詰められた箱に対戦相手を叩き落としたりといった、試合中の凶器としての用途にも用いられることもある。2010年10月17日・大日本プロレス後楽園ホール大会で行われたBJW認定デスマッチヘビー級選手権試合（伊東竜二（王者）vs石川修司（挑戦者））では、3万個の募集に対して4万9205個の画鋲が全国各地から提供され、蛍光灯とガラスボードと共に全て使用された。

## 呼び名
「画鋲」「押しピン」「ガバリ」
「画鋲」という呼称が正式名称として全国的に使われるのに対し、西日本では「押しピン」、岐阜県では「ガバリ（画針）」という通称が用いられ、しばしば出身地に関する話題に登場する。「押しピン」は東日本でも用いられるようになってきているが、その場合上記の金属製画鋲を「画鋲」、プラスチック製画鋲を「押しピン」と呼んで区別することが多い。
「二重画鋲」
「二重画鋲」という製品名については、戦時期の非金属材料を使った画鋲の製造方法に由来するとした次のような説が存在した。
戦時期には本来の画鋲の材料である金属が不足したため、レコード盤から取った2枚の画鋲用の円盤の一方に貫通穴をあけて、その間に釘を通して、その上にもう一枚を貼り合わせる方式で画鋲を製造した。この画鋲は見た目にも二重になっている様子がよくわかったため、「二重画鋲」という名称で発売された。これは爆発的に売れて、当時の画鋲の代名詞となるほど、広く一般に知れ渡った。
しかし最近の研究により、「二重画鋲」という製品名は戦前から存在すること、戦時期のレコード盤製画鋲の実物資料は、2枚を貼り合わせるのではなく、材料を熱して直接釘を埋め込む方式で製造されていたことが明らかにされている。

## 主なメーカー
ここでは、画鋲を主に製造し販売する日本の企業のみ記する。
- ミツヤ[8] -「ミツヤ画鋲」「ハイタック画鋲」
- ベロス[9] -「ベロス画鋲」
- ソニック -「パンタ画鋲」
- 東京画鋲製作所[10] - OEMを手掛ける。自社ブランド「トラヤ(TORAYA)」として販売もしている。
- 冨士文具製造[11] - OEMを手掛ける。サンケーキコム[12]が販売している。
- 奥田製針工場[13] - OEMを手掛ける。

以下の大文具メーカーも販売している。
- コクヨ -「画鋲」
- ライオン事務器 -「画鋲」